# Arthur Tedder, 1. Baron Tedder

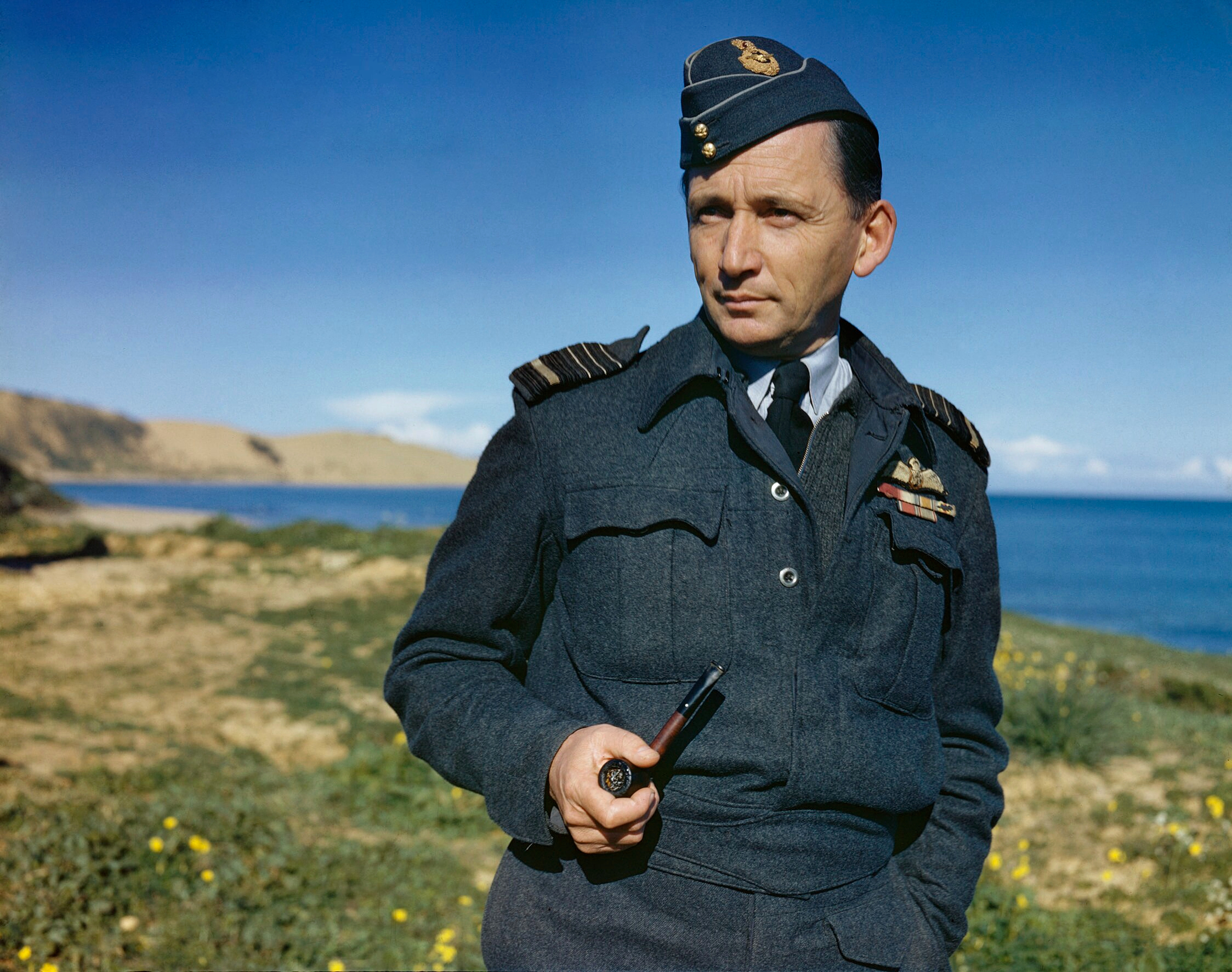
Arthur William Tedder, 1. Baron Tedder (1943)

Arthur William Tedder, 1. Baron Tedder, GCB (* 11. Juli 1890 in Glengoyne, Stirlingshire; † 3. Juni 1967 in Banstead, Surrey), war ein britischer Luftwaffenoffizier (Royal Flying Corps und Royal Air Force) in der ersten Hälfte des 20. Jahrhunderts und zuletzt Oberbefehlshaber der RAF im Range eines Marshal of the Royal Air Force.

## Leben
Tedder wurde in Glengoyne in Stirlingshire, Schottland, geboren und besuchte das Magdalene College an der Universität Cambridge.
Im Ersten Weltkrieg diente er an der Westfront, ab 1916 beim Royal Flying Corps, wo er die Position eines Staffelkapitäns und den Rang eines Majors erreichte. In der neuen Royal Air Force wurde er 1918 zum Brevet-Oberstleutnant befördert und befehligte zuletzt ein Geschwader im Nahen Osten. In der Zwischenkriegszeit durchlief er die Kurse des Royal Naval College und des Imperial Defence College und stieg 1934 zum Director of Training und 1936 zum Air Officer Commanding, RAF Far East auf. Bei Beginn des Zweiten Weltkriegs war er Generaldirektor für Forschung im Ministerium für die Luftstreitkräfte. 
1941 bis 1942 befehligte Tedder in Nordafrika die Verbände des RAF Middle East Command. Er stellte die Luftkriegführung von einer Patrouillentätigkeit für das Heer durch organisatorische und taktische Umstellungen auf eine  Luftüberlegenheitsdoktrin (Libyendoktrin) um und leistete damit einen großen Beitrag zum Sieg der 8. Armee von Montgomery. 1943 wurde er Oberbefehlshaber sämtlicher alliierter Luftstreitkräfte im Mittelmeerraum (Mediterranean Air Command). Im Januar des darauffolgenden Jahres wurde er zum Stellvertreter Dwight D. Eisenhowers bei der Invasion in der Normandie ernannt, ohne aber wirklich erhebliche Einflussmöglichkeiten zu haben. Hierbei kam es auch zu Rangeleien über Kompetenzen mit dem Oberbefehlshaber der Alliierten Expeditionsluftstreitkräfte Trafford Leigh-Mallory. Tedder unterzeichnete im Mai 1945 die deutsche Kapitulation von Berlin-Karlshorst im Namen Eisenhowers.
Nach Kriegsende wurde Tedder zum Marshal of the Royal Air Force befördert und diente von 1946 bis Ende 1949 als Nachfolger Charles Portals als Chef des Luftstabes und somit Oberbefehlshaber der Royal Air Force.
Nach seiner Pensionierung war er unter anderem stellvertretender Vorsitzender des BBC Board of Governors sowie Kanzler der Universität Cambridge.